# Klára Winlow-Vostrovská
Klára Winlow-Vostrovská (anglicky Clara Vostrovsky Winlow, 27. října 1871 West Point – 5. března 1963 Chico) byla česko-americká univerzitní profesorka, překladatelka, slavistka, knihovnice, novinářka spisovatelka, spolková činovnice, sufražetka a feministka. Roku 1895 zakončila studium lingvistiky na Stanfordově univerzitě ve Stanfordu v Kalifornii, čímž se stala vůbec první Čechoameričankou s ukončeným vyšším vzděláním, jednou z prvních literárně a překladatelsky činných Češek v USA a posléze také pak první Češkou pedagogicky působící na vysoké škole.

## Život

### Mládí
Narodila se ve městě ve West Pointu ve státě Nebraska, kde v té době žila rostoucí česká komunita, v rodině českých emigrantů Jaroslava (Jerome) Vostrovského (1836–1901) a jeho manželky Anny (1839–1922). Otec pocházel ze Selmic nebo ze Semína u Kladrub ve východních Čechách, do USA odešel roku 1863 a po životě v Illinois, Iowě či Missouri se odstěhoval do Nebrasky na americkém Středozápadě. V jejím dětství se pak rodina dále stěhovala do Livermore v Kalifornii, kde pobyla čtyři roky, poté se na několik let vrátila do West Pointu, roku 1883 se pak definitivně usadila v kalifornském San José. Vostrovský zde působil jako obchodník a také nestor zdejší české krajanské komunity.

### Vzdělání a pedagogické působení
Po získání základního a středního vzdělání nastoupila okolo roku 1890 ke studiu lingvistiky na Stanfordově univerzitě v kalifornském Stanfordu. Roku 1893 se setkala a byla průvodkyní českého cestovatele Josefa Kořenského, který v domě Vostrovských během svých cest pobýval.

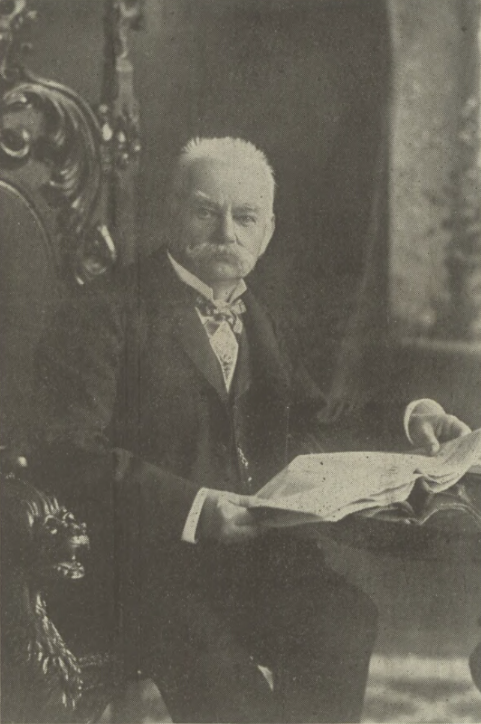
Otec Jaroslav Vostrovský (okolo r. 1900)

Studium úspěšně zakončila roku 1895, díky čemuž je považována za první Čechoameričanku, která získala vysokoškolské vzdělání. Ve stejném roce pak dostudovala v Chicagu medicínu také Anna Frances Nováková. V českých zemích v područí Rakouska-Uherska se přitom ve stejné době ženy zasazovaly o samotnou možnost řádného univerzitního studia, která byla umožněna zákonem z roku 1900. Následně začala pedagogicky působit postupně na několika univerzitách v severní Kalifornii. Stala se tak vůbec první Češkou, která začala pedagogicky působit na univerzitě.
Začátkem 20. století se přestěhovala na jih Kalifornie a následně přijala místo vedoucí cizojazyčného oddělení v Los Angeles Public Library, mj. se zodpovědností zajišťovat publikace v jazycích mnoha zdejších přistěhovaleckých komunit. V letech 1910 až 1912 absolvovala studijní cestu po Evropě, nejvíce času pak strávila na Ukrajině. Provdala se za Alberta E. Winlowa, který byl rovněž literárně činný. Byla členkou několika krajanských či literárních kalifornských spolků.
Ve své literární činnosti se věnovala především zejména anglicky a česky psané dětské literatuře. Významně přispěla do cyklu anglicky psaných dětských knih Our Little Cousin nakladatelství L. C. Page v Chicagu několika tituly s tematizací různých slovanských národností hrdinů příběhů. Po vzniku Československa více spolupracovala také s umělci v Čechách, mj. ilustrátorkou Marií Fischerovou-Kvěchovou. Poslední dětskou knihu sepsala roku 1930. Rovněž byla autorkou z překladů z češtiny a dalších slovanských jazyků, mj. hry dramatika Alexandra Ostrovského.
Poslední léta života strávila u své dcery Anny (také autorky několka knih v sérii Our Little Cousin) ve městě Chico v Kalifornii. Koncem života byla postižena slepotou.
Klára Winlow-Vostrovská zemřela 7. března 1963 v Chico v Kalifornii ve věku 91 let.

### Rodinný život
Dne 13. listopadu 1901 se provdala za obchodníka ze San José Alberta E. Winlowa, společně počali několik dětí. Její sestra Anna se provdala za českoamerického bankéře Tomáše Čapka, druhá sestra pak byla provdána za Tomášova bratra Ladislava Čapka, novináře českoamerických periodik.

## Dílo
- Our Little Bohemian Cousin
- Our Little Romanian Cousin
- Our Little Servian Cousin
- Our Little Bulgarian Cousin
- Our Little Jugoslav Cousin
- Our Little Carthaginian Cousin of Long Ago
- Our Little Ukrainian Cousin
- Our Little Czecho-slovak Cousin
- Kitten that Grew Too Fat (1929)
- Flick and Flock (1930)
- The Magic Flute (překlad z češtiny, autor Josef Kožíšek)